# Monaco au Concours Eurovision de la chanson 1971
Monaco a participé au Concours Eurovision de la chanson 1971 à Dublin, en Irlande. C'est la 13e participation ainsi que la 1re victoire – la seule à ce jour – de Monaco à l'Eurovision.
Le pays est représenté par Séverine et la chanson Un banc, un arbre, une rue, sélectionnées en interne par TMC.

## Sélection
TMC choisit l'artiste et la chanson en interne pour représenter Monaco au Concours Eurovision de la chanson 1971.
Lors de cette sélection, c'est la chanteuse Séverine et la chanson Un banc, un arbre, une rue, écrite par Yves Dessca et composée par Jean-Pierre Bourtayre, qui furent choisies.

## À l'Eurovision

### Points attribués par Monaco
| 10 points | Espagne                                      |
| 9 points  | Italie                                       |
| 8 points  | France Royaume-Uni                           |
| 7 points  | Allemagne                                    |
| 6 points  | Irlande Luxembourg Norvège Pays-Bas Portugal |
| 5 points  | Autriche Belgique                            |
| 4 points  | Finlande Suède Suisse Yougoslavie            |
| 3 points  |                                              |
| 2 points  | Malte                                        |

### Points attribués à Monaco
| 10 points                                                       | 9 points                         | 8 points                          | 7 points   | 6 points |
| --------------------------------------------------------------- | -------------------------------- | --------------------------------- | ---------- | -------- |
| - Allemagne - Belgique - Norvège - Suède - Suisse - Yougoslavie | - Irlande - Luxembourg           | - France - Portugal - Royaume-Uni | - Finlande |          |
| 5 points                                                        | 4 points                         | 3 points                          | 2 points   | 1 point  |
| - Malte                                                         | - Autriche - Italie - Luxembourg |                                   | - Espagne  |          |

Séverine interprète Un banc, un arbre, une rue en 3e position, après Malte et avant la Suisse. Au terme du vote final, Monaco termine 1re sur 18 pays, obtenant 128 points sous un nouveau système de vote.